# 聖羅克 (安蒂奧基亞省)
聖羅克是哥倫比亞的城鎮，位於該國北部，由安蒂奧基亞省負責管轄，距離首府麥德林108公里，始建於1880年，面積441平方公里，海拔高度1,475米，2005年人口17,958。